# Komm schon
Komm schon (andere, auch richtige Schreibweise: Komm schon!) ist der sechzehnte Track der CD Bitte ziehen Sie durch von der Hamburger Hip-Hop- und Electropunk-Band Deichkind.

## Inhalt
Der Text zeugt von Verliebtheit von Deichkind gegenüber sich selbst: Der Song handelt davon, dass Deichkind „die Party rockt“.
Komm schon, bitte, bitte sag mir doch

Wie heißt die Band, die die Party rockt?

Deichkind!!

Toll, woher weißt du das?

Hat dir vielleicht jemand bescheid gesagt?

Ja, da drüben, der Typ an der Bar

Kann das vielleicht sein, dass das ??? war?

REFRAIN
An der Stelle der Fragezeichen kommen dann die Namen der Bandmitglieder (Philipp, Buddy, Malte).

## Musikvideo
In dem Musikvideo sieht man die Band mit einigen Frauen und Cocktails in den Händen in einem abgedunkelten Wellnessbad.

## Chartplatzierungen
| ChartsChartplatzierungen | Höchstplatzierung | Wochen |
| ------------------------ | ----------------- | ------ |
| Deutschland (GfK)        | 76 (5 Wo.)        | 5      |